# Kadyj
Kadyj (ros. Кадый) – osiedle typu miejskiego w środkowej części europejskiej Rosji, na terenie obwodu kostromskiego.
Kadyj leży na terenie rejonu kadyjskiego, którego ośrodek administracyjny stanowi.
Miejscowość leży nad rzeką Wotgać (dopływ Niomdy) i liczy 3.611 mieszkańców (1 stycznia 2005 r.).
Osada została założona przed 1546 r.